# Кельвядни
Кельвядни (эрз. Мурза, Кельвядне) — село, центр сельской администрации в Ардатовском районе Мордовии.

## Название
Название-гидроним: кельме ведне «холодная водичка» (населённый пункт основан на родниках). Название «Мурза» свидетельствует о том, что здесь, на Алатырской засечной черте, селились служилые люди из мордвы (мурзы).

## География
Расположено на речке Кельвядне, в 22 км от районного центра и 11 км от железнодорожной станции Ардатов.

## История
В «Списке населённых мест Симбирской губернии» (1863) Кельвядни (Мурзы) — деревня состоит из 63 дворов (485 чел.) Ардатовского уезда.
В начале 1930-х годов создан колхоз, в 1950-х годов — укрупненный им. 22-го съезда КПСС, с 1997 года — СХПК «Кельвядинский», специализируется на выращивании молодняка крупного рогатого скота, свиней, зерновых культур, сахарной свёклы.

## Население
| 1863 | 2001 | 2002 | 2010 |
| ---- | ---- | ---- | ---- |
| 485  | ↘431 | ↘405 | ↘352 |

Население 431 чел. (2001), в основном мордва-эрзя.

## Инфраструктура
В селе есть библиотека, клуб, медпункт, магазин, отделение связи;

## Памятники
Обелиск в честь воинов, погибших в годы Великой Отечественной войны.

## Люди, связанные с селом
Родина эрзянского поэта и писателя И. В. Ведяшкина и учёного-экономиста В. В. Кузьмина.
В Кельвядинскую сельскую администрацию входит с. Андреевка (153 чел.). Известно со 2-й половины 17 в. К концу 19 в. в селе было около 500 чел., храм Пресвятой Троицы (1751).

## Источник
- Энциклопедия Мордовия, А. П. Кочеваткина.